# Tournoi féminin de France de rugby à sept 2017
Ne doit pas être confondu avec Tournoi de France de rugby à sept 2017.
Navigation
2016 2018
Le Tournoi féminin de France de rugby à sept 2017 est la sixième et dernière étape de la saison 2016-2017 du World Rugby Women's Sevens Series. Elle se déroule sur deux jours du 24 au 25 juin 2017 au stade Gabriel-Montpied de Clermont-Ferrand.
Cette édition est remportée par la Nouvelle-Zélande, après avoir battu l'Australie en finale.

## Équipes participantes
Douze équipes participent au tournoi, dont une invitée.
- Angleterre
- Australie
- Brésil
- Canada
- Espagne
- États-Unis
- Fidji
- France
- Irlande
- Japon
- Nouvelle-Zélande
- Russie

## Tournoi principal

### Phase de poules

#### Poule A
| Rang | Pays             | J | V | N | D | Pm | Pe | Diff | Pts |
| ---- | ---------------- | - | - | - | - | -- | -- | ---- | --- |
| 1    | Nouvelle-Zélande | 3 | 3 | 0 | 0 | 66 | 29 | +37  | 9   |
| 2    | États-Unis       | 3 | 2 | 0 | 1 | 59 | 31 | +28  | 7   |
| 3    | Irlande          | 3 | 1 | 0 | 2 | 38 | 43 | -5   | 5   |
| 4    | Japon            | 3 | 0 | 0 | 3 | 20 | 80 | -60  | 3   |

|  | Qualifiée pour la Cup              |
|  | Qualifiée pour le Challenge Trophy |

| 24 juin 2017 12 h | États-Unis | 12 - 7 | Irlande | stade Gabriel-Montpied, Clermont-Ferrand |
| 24 juin 2017 12 h |            |        |         | stade Gabriel-Montpied, Clermont-Ferrand |
| 24 juin 2017 12 h |            |        |         | stade Gabriel-Montpied, Clermont-Ferrand |

| 24 juin 2017 12 h 22 | Nouvelle-Zélande | 21 - 10 | Japon | stade Gabriel-Montpied, Clermont-Ferrand |
| 24 juin 2017 12 h 22 |                  |         |       | stade Gabriel-Montpied, Clermont-Ferrand |
| 24 juin 2017 12 h 22 |                  |         |       | stade Gabriel-Montpied, Clermont-Ferrand |

| 24 juin 2017 14 h 44 | États-Unis | 33 - 5 | Japon | stade Gabriel-Montpied, Clermont-Ferrand |
| 24 juin 2017 14 h 44 |            |        |       | stade Gabriel-Montpied, Clermont-Ferrand |
| 24 juin 2017 14 h 44 |            |        |       | stade Gabriel-Montpied, Clermont-Ferrand |

| 24 juin 2017 15 h 6 | Nouvelle-Zélande | 26 - 5 | Irlande | stade Gabriel-Montpied, Clermont-Ferrand |
| 24 juin 2017 15 h 6 |                  |        |         | stade Gabriel-Montpied, Clermont-Ferrand |
| 24 juin 2017 15 h 6 |                  |        |         | stade Gabriel-Montpied, Clermont-Ferrand |

| 24 juin 2017 17 h 28 | Irlande | 26 - 5 | Japon | stade Gabriel-Montpied, Clermont-Ferrand |
| 24 juin 2017 17 h 28 |         |        |       | stade Gabriel-Montpied, Clermont-Ferrand |
| 24 juin 2017 17 h 28 |         |        |       | stade Gabriel-Montpied, Clermont-Ferrand |

| 24 juin 2017 17 h 50 | Nouvelle-Zélande | 19 - 14 | États-Unis | stade Gabriel-Montpied, Clermont-Ferrand |
| 24 juin 2017 17 h 50 |                  |         |            | stade Gabriel-Montpied, Clermont-Ferrand |
| 24 juin 2017 17 h 50 |                  |         |            | stade Gabriel-Montpied, Clermont-Ferrand |

#### Poule B
| Rang | Pays       | J | V | N | D | Pm | Pe | Diff | Pts |
| ---- | ---------- | - | - | - | - | -- | -- | ---- | --- |
| 1    | Canada     | 3 | 3 | 0 | 0 | 98 | 14 | +84  | 9   |
| 2    | Russie     | 3 | 1 | 0 | 2 | 48 | 36 | +12  | 5   |
| 3    | Brésil     | 3 | 1 | 0 | 2 | 36 | 67 | -31  | 5   |
| 4    | Angleterre | 3 | 1 | 0 | 2 | 31 | 96 | -65  | 5   |

|  | Qualifiée pour la Cup              |
|  | Qualifiée pour le Challenge Trophy |

| 24 juin 2017 12 h 44 | Russie | 27 - 0 | Angleterre | stade Gabriel-Montpied, Clermont-Ferrand |
| 24 juin 2017 12 h 44 |        |        |            | stade Gabriel-Montpied, Clermont-Ferrand |
| 24 juin 2017 12 h 44 |        |        |            | stade Gabriel-Montpied, Clermont-Ferrand |

| 24 juin 2017 13 h 6 | Canada | 29 - 0 | Brésil | stade Gabriel-Montpied, Clermont-Ferrand |
| 24 juin 2017 13 h 6 |        |        |        | stade Gabriel-Montpied, Clermont-Ferrand |
| 24 juin 2017 13 h 6 |        |        |        | stade Gabriel-Montpied, Clermont-Ferrand |

| 24 juin 2017 14 h 42 | Russie | 7 - 12 | Brésil | stade Gabriel-Montpied, Clermont-Ferrand |
| 24 juin 2017 14 h 42 |        |        |        | stade Gabriel-Montpied, Clermont-Ferrand |
| 24 juin 2017 14 h 42 |        |        |        | stade Gabriel-Montpied, Clermont-Ferrand |

| 24 juin 2017 15 h 4 | Canada | 45 - 0 | Angleterre | stade Gabriel-Montpied, Clermont-Ferrand |
| 24 juin 2017 15 h 4 |        |        |            | stade Gabriel-Montpied, Clermont-Ferrand |
| 24 juin 2017 15 h 4 |        |        |            | stade Gabriel-Montpied, Clermont-Ferrand |

| 24 juin 2017 18 h 12 | Angleterre | 31 - 24 | Brésil | stade Gabriel-Montpied, Clermont-Ferrand |
| 24 juin 2017 18 h 12 |            |         |        | stade Gabriel-Montpied, Clermont-Ferrand |
| 24 juin 2017 18 h 12 |            |         |        | stade Gabriel-Montpied, Clermont-Ferrand |

| 24 juin 2017 18 h 34 | Canada | 24 - 14 | Russie | stade Gabriel-Montpied, Clermont-Ferrand |
| 24 juin 2017 18 h 34 |        |         |        | stade Gabriel-Montpied, Clermont-Ferrand |
| 24 juin 2017 18 h 34 |        |         |        | stade Gabriel-Montpied, Clermont-Ferrand |

#### Poule C
| Rang | Pays      | J | V | N | D | Pm | Pe | Diff | Pts |
| ---- | --------- | - | - | - | - | -- | -- | ---- | --- |
| 1    | Australie | 3 | 3 | 0 | 0 | 96 | 22 | +74  | 9   |
| 2    | France    | 3 | 2 | 0 | 1 | 60 | 41 | +19  | 7   |
| 3    | Fidji     | 3 | 1 | 0 | 2 | 64 | 73 | -9   | 5   |
| 4    | Espagne   | 3 | 0 | 0 | 3 | 14 | 98 | -84  | 3   |

|  | Qualifiée pour la Cup              |
|  | Qualifiée pour le Challenge Trophy |

| 24 juin 2017 13 h 28 | Australie | 41 - 0 | Espagne | stade Gabriel-Montpied, Clermont-Ferrand |
| 24 juin 2017 13 h 28 |           |        |         | stade Gabriel-Montpied, Clermont-Ferrand |
| 24 juin 2017 13 h 28 |           |        |         | stade Gabriel-Montpied, Clermont-Ferrand |

| 24 juin 2017 13 h 50 | France | 31 - 14 | Fidji | stade Gabriel-Montpied, Clermont-Ferrand |
| 24 juin 2017 13 h 50 |        |         |       | stade Gabriel-Montpied, Clermont-Ferrand |
| 24 juin 2017 13 h 50 |        |         |       | stade Gabriel-Montpied, Clermont-Ferrand |

| 24 juin 2017 13 h 58 | Australie | 35 - 5 | Fidji | stade Gabriel-Montpied, Clermont-Ferrand |
| 24 juin 2017 13 h 58 |           |        |       | stade Gabriel-Montpied, Clermont-Ferrand |
| 24 juin 2017 13 h 58 |           |        |       | stade Gabriel-Montpied, Clermont-Ferrand |

| 24 juin 2017 14 h 20 | France | 12 - 7 | Espagne | stade Gabriel-Montpied, Clermont-Ferrand |
| 24 juin 2017 14 h 20 |        |        |         | stade Gabriel-Montpied, Clermont-Ferrand |
| 24 juin 2017 14 h 20 |        |        |         | stade Gabriel-Montpied, Clermont-Ferrand |

| 24 juin 2017 18 h 56 | Fidji | 45 - 7 | Espagne | stade Gabriel-Montpied, Clermont-Ferrand |
| 24 juin 2017 18 h 56 |       |        |         | stade Gabriel-Montpied, Clermont-Ferrand |
| 24 juin 2017 18 h 56 |       |        |         | stade Gabriel-Montpied, Clermont-Ferrand |

| 24 juin 2017 19 h 18 | France | 17 - 20 | Australie | stade Gabriel-Montpied, Clermont-Ferrand |
| 24 juin 2017 19 h 18 |        |         |           | stade Gabriel-Montpied, Clermont-Ferrand |
| 24 juin 2017 19 h 18 |        |         |           | stade Gabriel-Montpied, Clermont-Ferrand |

## Phase finale

### Trophées

#### Cup

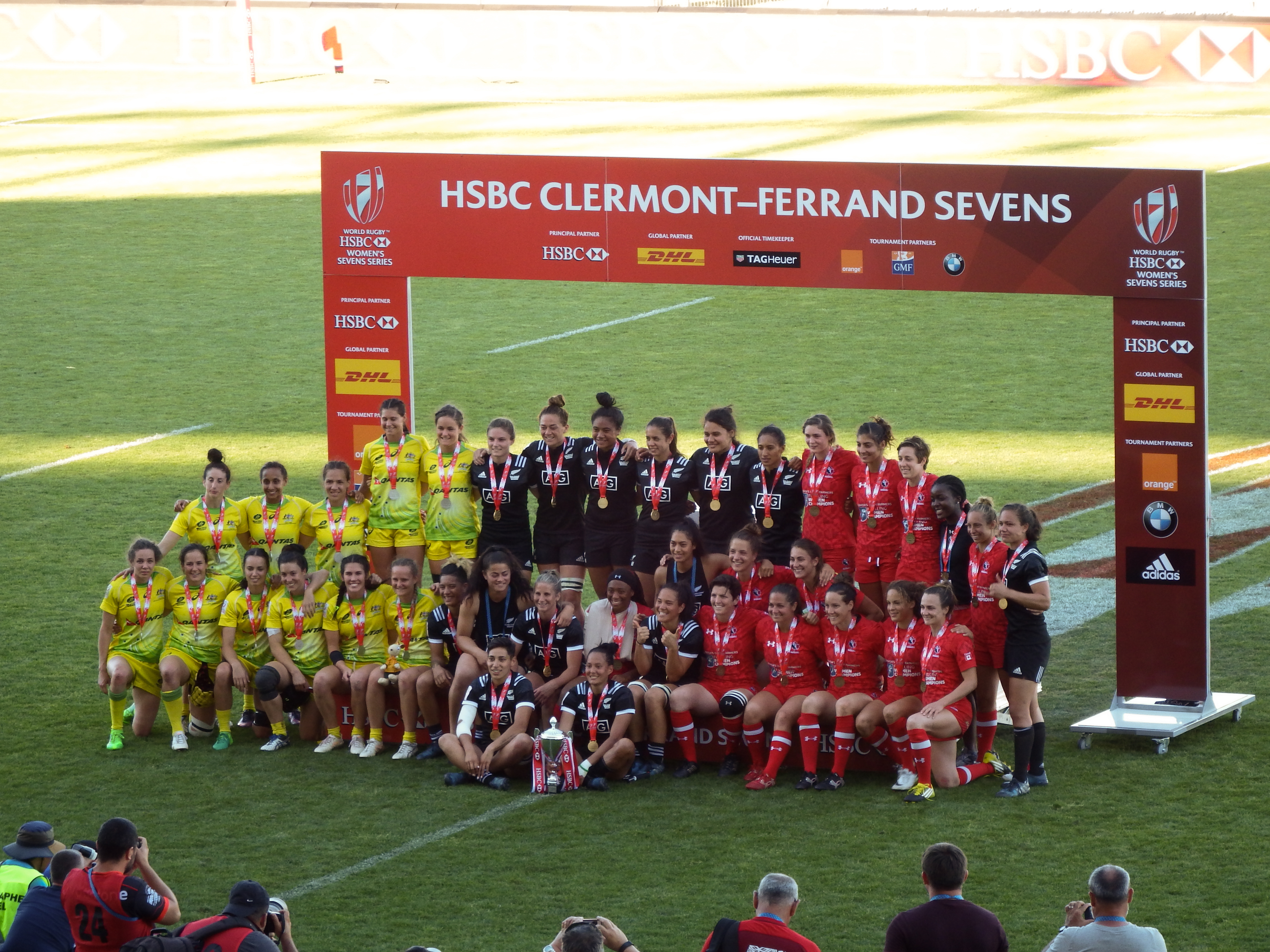
Le podium à l'issue du tournoi : Nouvelle-Zélande, Australie et Canada.

|  | Quarts de finale                                                   | Quarts de finale                                                   |                                                                    |                                                                    | Demi-finales                                                       | Demi-finales                                                       |    |  | Finale                                                             | Finale                                                             |
|  | Quarts de finale                                                   | Quarts de finale                                                   |                                                                    |                                                                    | Demi-finales                                                       | Demi-finales                                                       |    |  | Finale                                                             | Finale                                                             |
|  |                                                                    |                                                                    |                                                                    |                                                                    |                                                                    |                                                                    |    |  |                                                                    |                                                                    |
|  | 25 juin 2017 à 12 h au stade Gabriel-Montpied, Clermont-Ferrand    | 25 juin 2017 à 12 h au stade Gabriel-Montpied, Clermont-Ferrand    |                                                                    |                                                                    | 25 juin 2017 à 15 h 50 au stade Gabriel-Montpied, Clermont-Ferrand | 25 juin 2017 à 15 h 50 au stade Gabriel-Montpied, Clermont-Ferrand |    |  | 25 juin 2017 à 18 h 59 au stade Gabriel-Montpied, Clermont-Ferrand | 25 juin 2017 à 18 h 59 au stade Gabriel-Montpied, Clermont-Ferrand |
|  | 25 juin 2017 à 12 h au stade Gabriel-Montpied, Clermont-Ferrand    | 25 juin 2017 à 12 h au stade Gabriel-Montpied, Clermont-Ferrand    |                                                                    |                                                                    | 25 juin 2017 à 15 h 50 au stade Gabriel-Montpied, Clermont-Ferrand | 25 juin 2017 à 15 h 50 au stade Gabriel-Montpied, Clermont-Ferrand |    |  | 25 juin 2017 à 18 h 59 au stade Gabriel-Montpied, Clermont-Ferrand | 25 juin 2017 à 18 h 59 au stade Gabriel-Montpied, Clermont-Ferrand |
|  | Canada                                                             | 31                                                                 |                                                                    |                                                                    | 25 juin 2017 à 15 h 50 au stade Gabriel-Montpied, Clermont-Ferrand | 25 juin 2017 à 15 h 50 au stade Gabriel-Montpied, Clermont-Ferrand |    |  | 25 juin 2017 à 18 h 59 au stade Gabriel-Montpied, Clermont-Ferrand | 25 juin 2017 à 18 h 59 au stade Gabriel-Montpied, Clermont-Ferrand |
|  | Canada                                                             | 31                                                                 |                                                                    |                                                                    | 25 juin 2017 à 15 h 50 au stade Gabriel-Montpied, Clermont-Ferrand | 25 juin 2017 à 15 h 50 au stade Gabriel-Montpied, Clermont-Ferrand |    |  | 25 juin 2017 à 18 h 59 au stade Gabriel-Montpied, Clermont-Ferrand | 25 juin 2017 à 18 h 59 au stade Gabriel-Montpied, Clermont-Ferrand |
|  | Irlande                                                            | 0                                                                  |                                                                    |                                                                    | 25 juin 2017 à 15 h 50 au stade Gabriel-Montpied, Clermont-Ferrand | 25 juin 2017 à 15 h 50 au stade Gabriel-Montpied, Clermont-Ferrand |    |  | 25 juin 2017 à 18 h 59 au stade Gabriel-Montpied, Clermont-Ferrand | 25 juin 2017 à 18 h 59 au stade Gabriel-Montpied, Clermont-Ferrand |
|  | Irlande                                                            | 0                                                                  | Canada                                                             | 14                                                                 |                                                                    |                                                                    |    |  | 25 juin 2017 à 18 h 59 au stade Gabriel-Montpied, Clermont-Ferrand | 25 juin 2017 à 18 h 59 au stade Gabriel-Montpied, Clermont-Ferrand |
|  | 25 juin 2017 à 12 h 22 au stade Gabriel-Montpied, Clermont-Ferrand |                                                                    | Canada                                                             | 14                                                                 |                                                                    |                                                                    |    |  | 25 juin 2017 à 18 h 59 au stade Gabriel-Montpied, Clermont-Ferrand | 25 juin 2017 à 18 h 59 au stade Gabriel-Montpied, Clermont-Ferrand |
|  |                                                                    | Australie                                                          | 19                                                                 |                                                                    |                                                                    |                                                                    |    |  | 25 juin 2017 à 18 h 59 au stade Gabriel-Montpied, Clermont-Ferrand | 25 juin 2017 à 18 h 59 au stade Gabriel-Montpied, Clermont-Ferrand |
|  | Australie                                                          | Australie                                                          | 19                                                                 | 31                                                                 |                                                                    |                                                                    |    |  | 25 juin 2017 à 18 h 59 au stade Gabriel-Montpied, Clermont-Ferrand | 25 juin 2017 à 18 h 59 au stade Gabriel-Montpied, Clermont-Ferrand |
|  | Australie                                                          |                                                                    |                                                                    | 31                                                                 |                                                                    |                                                                    |    |  | 25 juin 2017 à 18 h 59 au stade Gabriel-Montpied, Clermont-Ferrand | 25 juin 2017 à 18 h 59 au stade Gabriel-Montpied, Clermont-Ferrand |
|  | États-Unis                                                         | 14                                                                 |                                                                    |                                                                    |                                                                    |                                                                    |    |  | 25 juin 2017 à 18 h 59 au stade Gabriel-Montpied, Clermont-Ferrand | 25 juin 2017 à 18 h 59 au stade Gabriel-Montpied, Clermont-Ferrand |
|  | États-Unis                                                         | 14                                                                 | Nouvelle-Zélande                                                   | 22                                                                 |                                                                    |                                                                    |    |  |                                                                    |                                                                    |
|  | 25 juin 2017 à 12 h 44 au stade Gabriel-Montpied, Clermont-Ferrand |                                                                    | Nouvelle-Zélande                                                   | 22                                                                 |                                                                    |                                                                    |    |  |                                                                    |                                                                    |
|  |                                                                    | Australie                                                          | 7                                                                  |                                                                    |                                                                    |                                                                    |    |  |                                                                    |                                                                    |
|  | France                                                             | Australie                                                          | 7                                                                  | 10                                                                 |                                                                    |                                                                    |    |  |                                                                    |                                                                    |
|  | France                                                             | 25 juin 2017 à 16 h 12 au stade Gabriel-Montpied, Clermont-Ferrand |                                                                    | 10                                                                 |                                                                    |                                                                    |    |  |                                                                    |                                                                    |
|  | Russie                                                             | 7                                                                  |                                                                    |                                                                    |                                                                    |                                                                    |    |  |                                                                    |                                                                    |
|  | Russie                                                             | 7                                                                  | France                                                             | 7                                                                  |                                                                    |                                                                    |    |  |                                                                    |                                                                    |
|  | 25 juin 2017 à 13 h 6 au stade Gabriel-Montpied, Clermont-Ferrand  | 25 juin 2017 à 13 h 6 au stade Gabriel-Montpied, Clermont-Ferrand  | France                                                             | 7                                                                  | Médaille de bronze                                                 | Médaille de bronze                                                 |    |  |                                                                    |                                                                    |
|  | 25 juin 2017 à 13 h 6 au stade Gabriel-Montpied, Clermont-Ferrand  | 25 juin 2017 à 13 h 6 au stade Gabriel-Montpied, Clermont-Ferrand  |                                                                    | Nouvelle-Zélande                                                   | Médaille de bronze                                                 | Médaille de bronze                                                 | 21 |  |                                                                    |                                                                    |
|  | Nouvelle-Zélande                                                   | 31                                                                 | 25 juin 2017 à 18 h 34 au stade Gabriel-Montpied, Clermont-Ferrand | 25 juin 2017 à 18 h 34 au stade Gabriel-Montpied, Clermont-Ferrand |                                                                    |                                                                    | 21 |  |                                                                    |                                                                    |
|  | Nouvelle-Zélande                                                   | 31                                                                 | 25 juin 2017 à 18 h 34 au stade Gabriel-Montpied, Clermont-Ferrand | 25 juin 2017 à 18 h 34 au stade Gabriel-Montpied, Clermont-Ferrand |                                                                    |                                                                    |    |  |                                                                    |                                                                    |
|  | Fidji                                                              | 7                                                                  |                                                                    | Canada                                                             | 36                                                                 |                                                                    |    |  |                                                                    |                                                                    |
|  | Fidji                                                              | 7                                                                  |                                                                    | Canada                                                             | 36                                                                 |                                                                    |    |  |                                                                    |                                                                    |
|  |                                                                    |                                                                    |                                                                    |                                                                    |                                                                    |                                                                    |    |  | France                                                             | 7                                                                  |
|  |                                                                    |                                                                    |                                                                    |                                                                    |                                                                    |                                                                    |    |  | France                                                             | 7                                                                  |

#### 5eplace

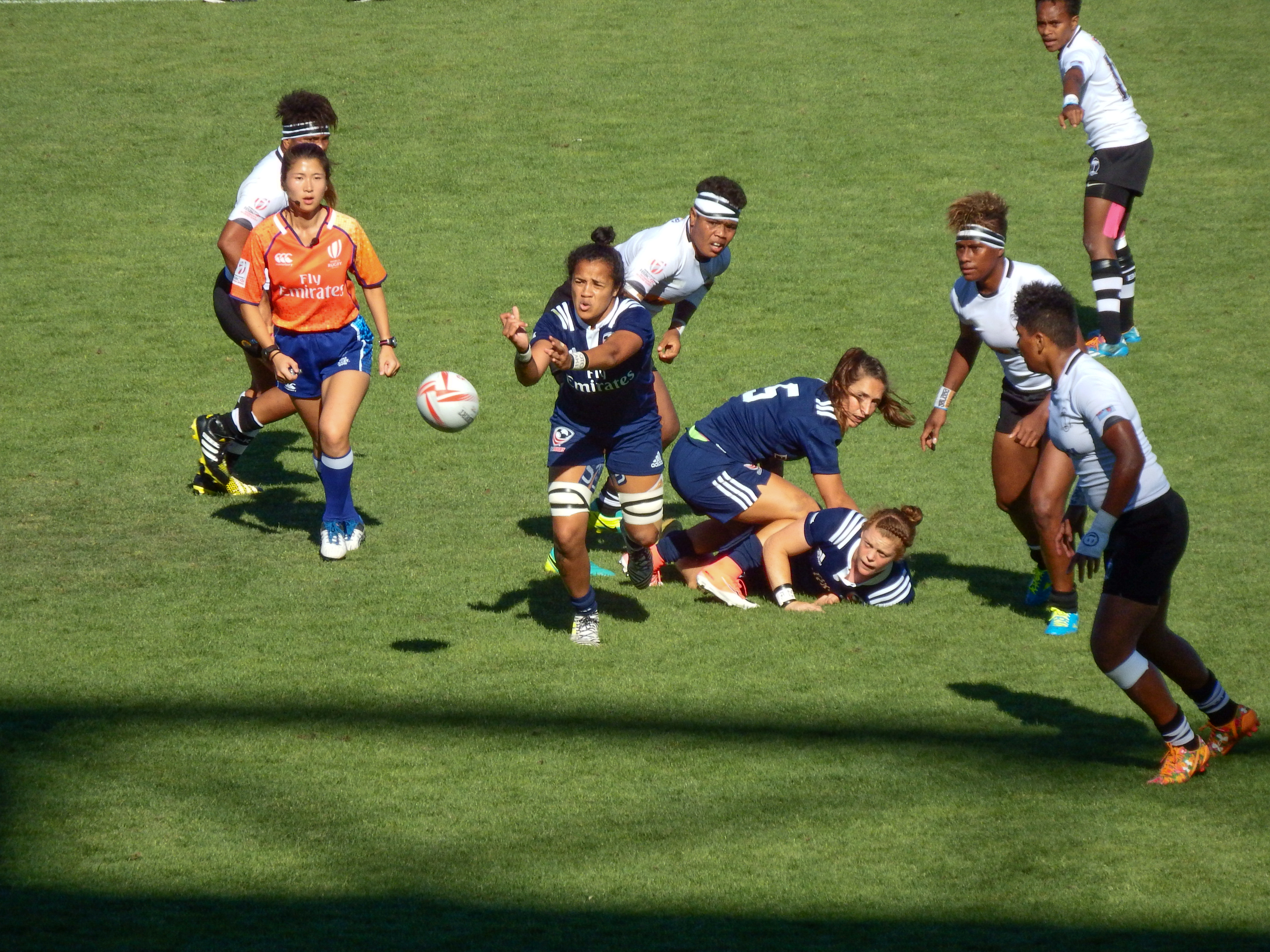
Match de classement pour la 5e place entre les États-Unis et les Fidji.

|  | Demi-finales                                                       | Demi-finales                                                      |            |    | 5e place                                                           | 5e place                                                           |
|  | Demi-finales                                                       | Demi-finales                                                      |            |    | 5e place                                                           | 5e place                                                           |
|  |                                                                    |                                                                   |            |    |                                                                    |                                                                    |
|  | 25 juin 2017 à 15 h 6 au stade Gabriel-Montpied, Clermont-Ferrand  | 25 juin 2017 à 15 h 6 au stade Gabriel-Montpied, Clermont-Ferrand |            |    | 25 juin 2017 à 18 h 12 au stade Gabriel-Montpied, Clermont-Ferrand | 25 juin 2017 à 18 h 12 au stade Gabriel-Montpied, Clermont-Ferrand |
|  | 25 juin 2017 à 15 h 6 au stade Gabriel-Montpied, Clermont-Ferrand  | 25 juin 2017 à 15 h 6 au stade Gabriel-Montpied, Clermont-Ferrand |            |    | 25 juin 2017 à 18 h 12 au stade Gabriel-Montpied, Clermont-Ferrand | 25 juin 2017 à 18 h 12 au stade Gabriel-Montpied, Clermont-Ferrand |
|  | Irlande                                                            | 14                                                                |            |    | 25 juin 2017 à 18 h 12 au stade Gabriel-Montpied, Clermont-Ferrand | 25 juin 2017 à 18 h 12 au stade Gabriel-Montpied, Clermont-Ferrand |
|  | Irlande                                                            | 14                                                                |            |    | 25 juin 2017 à 18 h 12 au stade Gabriel-Montpied, Clermont-Ferrand | 25 juin 2017 à 18 h 12 au stade Gabriel-Montpied, Clermont-Ferrand |
|  | États-Unis                                                         | 31                                                                |            |    | 25 juin 2017 à 18 h 12 au stade Gabriel-Montpied, Clermont-Ferrand | 25 juin 2017 à 18 h 12 au stade Gabriel-Montpied, Clermont-Ferrand |
|  | États-Unis                                                         | 31                                                                | États-Unis | 19 |                                                                    |                                                                    |
|  | 25 juin 2017 à 15 h 28 au stade Gabriel-Montpied, Clermont-Ferrand |                                                                   | États-Unis | 19 |                                                                    |                                                                    |
|  |                                                                    | Fidji                                                             | 24         |    |                                                                    |                                                                    |
|  | Russie                                                             | Fidji                                                             | 24         | 7  |                                                                    |                                                                    |
|  | Russie                                                             |                                                                   |            | 7  |                                                                    |                                                                    |
|  | Fidji                                                              | 24                                                                |            |    |                                                                    |                                                                    |
|  | Fidji                                                              | 24                                                                | 7e place   |    |                                                                    |                                                                    |
|  |                                                                    |                                                                   |            |    |                                                                    |                                                                    |
|  | 25 juin 2017 à 17 h 50 au stade Gabriel-Montpied, Clermont-Ferrand |                                                                   |            |    |                                                                    |                                                                    |
|  |                                                                    |                                                                   |            |    |                                                                    |                                                                    |
|  | Irlande                                                            | 14                                                                |            |    |                                                                    |                                                                    |
|  | Irlande                                                            | 14                                                                |            |    |                                                                    |                                                                    |
|  | Russie                                                             | 19                                                                |            |    |                                                                    |                                                                    |
|  | Russie                                                             | 19                                                                |            |    |                                                                    |                                                                    |

#### Challenge Trophy

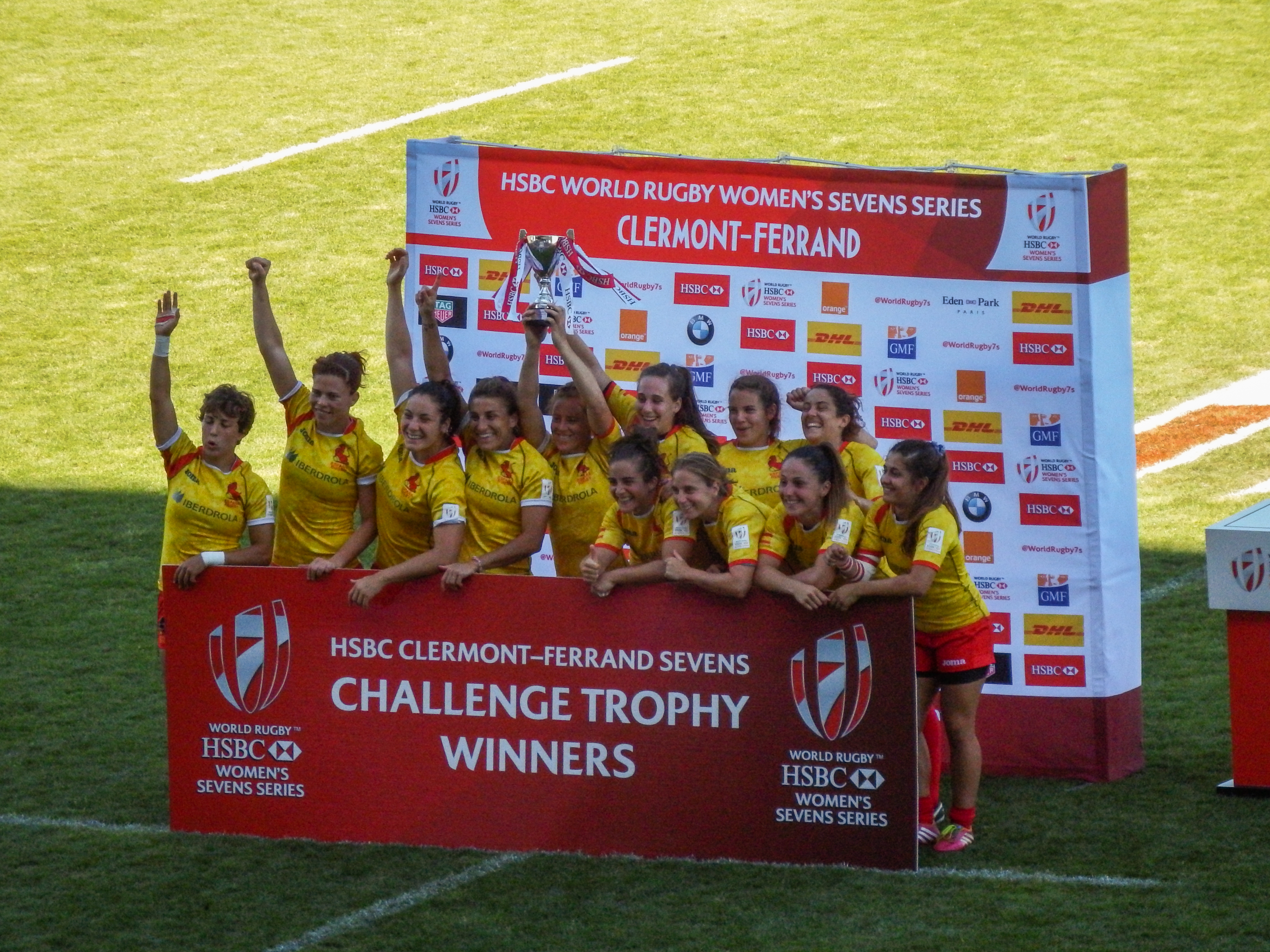
L'Espagne remporte le Challenge Trophy.

|  | Demi-finales                                                       | Demi-finales                                                       |           |    | Finale                                                             | Finale                                                             |
|  | Demi-finales                                                       | Demi-finales                                                       |           |    | Finale                                                             | Finale                                                             |
|  |                                                                    |                                                                    |           |    |                                                                    |                                                                    |
|  | 25 juin 2017 à 13 h 28 au stade Gabriel-Montpied, Clermont-Ferrand | 25 juin 2017 à 13 h 28 au stade Gabriel-Montpied, Clermont-Ferrand |           |    | 25 juin 2017 à 16 h 56 au stade Gabriel-Montpied, Clermont-Ferrand | 25 juin 2017 à 16 h 56 au stade Gabriel-Montpied, Clermont-Ferrand |
|  | 25 juin 2017 à 13 h 28 au stade Gabriel-Montpied, Clermont-Ferrand | 25 juin 2017 à 13 h 28 au stade Gabriel-Montpied, Clermont-Ferrand |           |    | 25 juin 2017 à 16 h 56 au stade Gabriel-Montpied, Clermont-Ferrand | 25 juin 2017 à 16 h 56 au stade Gabriel-Montpied, Clermont-Ferrand |
|  | Brésil                                                             | 5                                                                  |           |    | 25 juin 2017 à 16 h 56 au stade Gabriel-Montpied, Clermont-Ferrand | 25 juin 2017 à 16 h 56 au stade Gabriel-Montpied, Clermont-Ferrand |
|  | Brésil                                                             | 5                                                                  |           |    | 25 juin 2017 à 16 h 56 au stade Gabriel-Montpied, Clermont-Ferrand | 25 juin 2017 à 16 h 56 au stade Gabriel-Montpied, Clermont-Ferrand |
|  | Espagne                                                            | 12                                                                 |           |    | 25 juin 2017 à 16 h 56 au stade Gabriel-Montpied, Clermont-Ferrand | 25 juin 2017 à 16 h 56 au stade Gabriel-Montpied, Clermont-Ferrand |
|  | Espagne                                                            | 12                                                                 | Espagne   | 15 |                                                                    |                                                                    |
|  | 25 juin 2017 à 13 h 50 au stade Gabriel-Montpied, Clermont-Ferrand |                                                                    | Espagne   | 15 |                                                                    |                                                                    |
|  |                                                                    | Japon                                                              | 14        |    |                                                                    |                                                                    |
|  | Angleterre                                                         | Japon                                                              | 14        | 7  |                                                                    |                                                                    |
|  | Angleterre                                                         |                                                                    |           | 7  |                                                                    |                                                                    |
|  | Japon                                                              | 25                                                                 |           |    |                                                                    |                                                                    |
|  | Japon                                                              | 25                                                                 | 11e place |    |                                                                    |                                                                    |
|  |                                                                    |                                                                    |           |    |                                                                    |                                                                    |
|  | 25 juin 2017 à 16 h 34 au stade Gabriel-Montpied, Clermont-Ferrand |                                                                    |           |    |                                                                    |                                                                    |
|  |                                                                    |                                                                    |           |    |                                                                    |                                                                    |
|  | Brésil                                                             | 27                                                                 |           |    |                                                                    |                                                                    |
|  | Brésil                                                             | 27                                                                 |           |    |                                                                    |                                                                    |
|  | Angleterre                                                         | 17                                                                 |           |    |                                                                    |                                                                    |
|  | Angleterre                                                         | 17                                                                 |           |    |                                                                    |                                                                    |